# Women’s Rock Cup
Puchar Gibraltaru w piłce nożnej kobiet (ang. Women’s Rock Cup) – coroczne pucharowe rozgrywki w piłce nożnej kobiet, w których uczestniczą kluby zrzeszone w Gibraltarskim Związku Piłki Nożnej. W rozgrywkach uczestniczą wszystkie żeńskie drużyny z Women’s Premier League.
W 2015 roku zwycięzcą rozgrywek została drużyna Manchester 62 F.C..